# Kis-Ugolyka
A Kis-Ugolyka (más néven Mala-Ugolyka, Kis-uglai-patak, Kis-Ugolka, ukránul: (Мала Уголька, Mala Uholka) folyó Kárpátalján, a Nagy-Ugolyka jobb oldali mellékvize. Hossza 21 km, vízgyűjtő területe 51,2 km². Esése 48 m/km. A Kraszna-havason, a Mencsely déli lejtőjén ered.

## Települések a folyó mentén
- Kisugolyka (Мала Уголька)
- Uglya (Угля)